# Salzburger Altstadt (rechts)
Die Altstadt der Stadt Salzburg gliedert sich in zwei von der Salzach getrennte Teile. Die Rechte Altstadt, der nordöstliche Teil, ist jünger als die Linke Altstadt und entstand aus dem Brückenkopf am rechten Ufer der Salzach, dem heutigen Platzl. Zu dem alten Siedlungskern auf der rechten Salzachseite gehört die Linzer Gasse zum alten Linzertor, die Steingasse (außerhalb des Inneren Steintores auch Innerer Stein genannt) und der südlich anschließende Äußere Stein. Auch die Dreifaltigkeitsgasse, der Makartplatz sowie die Bergstraße und ihre Nebengassen zählen zur rechten Altstadt. Platzl–Linzer Gasse, Makartviertel–Bergstraße, Schloss Mirabell und von dort zur Salzach bilden den eigentlichen Stadtteil Rechte Altstadt. Das Gebiet liegt zu Füßen des Kapuzinerbergs,  mit dem Bürglstein als Ausläufer.
Die Rechte Altstadt samt dem Inneren und Äußeren Stein mit Kapuzinerberg und Bürglstein gehört zum UNESCO-Weltkulturerbe Historisches Zentrum der Stadt Salzburg (englisch Historic Centre of the City of Salzburg).

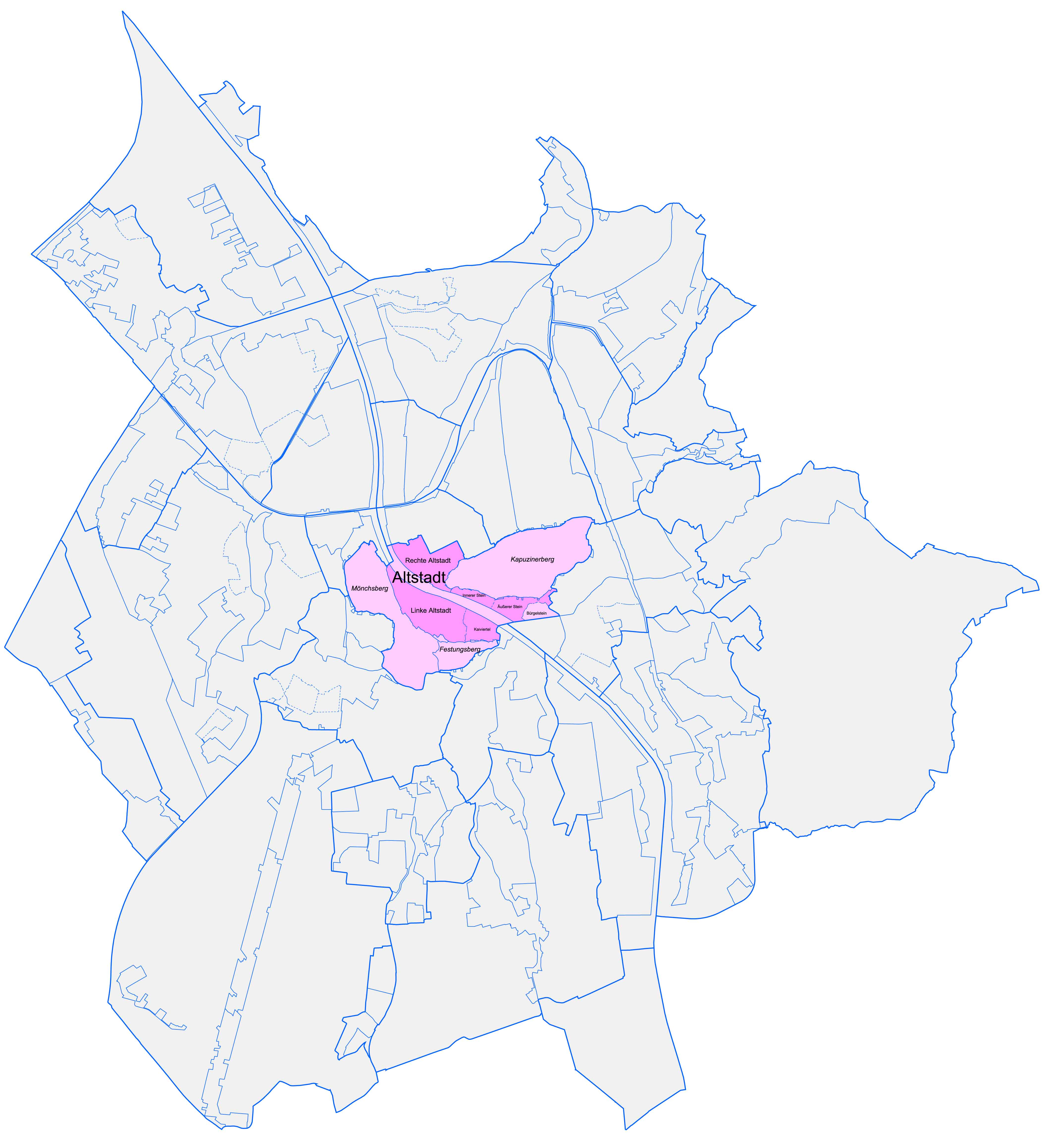
Der Stadtteil Altstadt. Östlich der Salzach: Die Rechte Altstadt

## Kirchengebäude

### Sebastianskirche
Die erste Kirche in der Linzer Gasse wurde von 1505 bis 1512 als gotische Kirche erbaut. Die Sebastianskirche ist heute ein spätbarocker Saalbau, der 1749–1753 entstand und vermutlich nach Plänen von Kassian Singer errichtet wurde. Geweiht wurde die Kirche 1754. Das Bauwerk besitzt einen leicht in die Linzer Gasse vorgezogenen Fassadenturm, der von einem Zwiebelhelm mit Laterne bekrönt ist. Die Portale im Turmerdgeschoß und im Altarraum wurden nach 1750 von Franz Anton Danreiter entworfen. Der Innenraum ist mit einem Tonnengewölbe versehen. Das große Deckenfresko und das alte Altarbild, beide von Paul Troger, gingen beim Stadtbrand 1818 verloren. Die Wiederherstellung der Kirche nach 1818 veränderte das Bild der Kirche. Der marmorne Hochaltar wurde umgearbeitet, und das Altarbild neu angefertigt. Die Bilder der Seitenaltäre stammen teilweise von Johann Michael Sattler, von Sebastian Stief oder Franz Streicher. Besonders eindrucksvoll ist das erhaltene Abschlussgitter der Kirche von Philipp Hinterseer (1752).
Die an die Kirche angebaute ältere Kapelle, die dem Heiligen Philippus Neri geweiht ist, stammt aus dem Jahr 1684.

### Dreifaltigkeitskirche

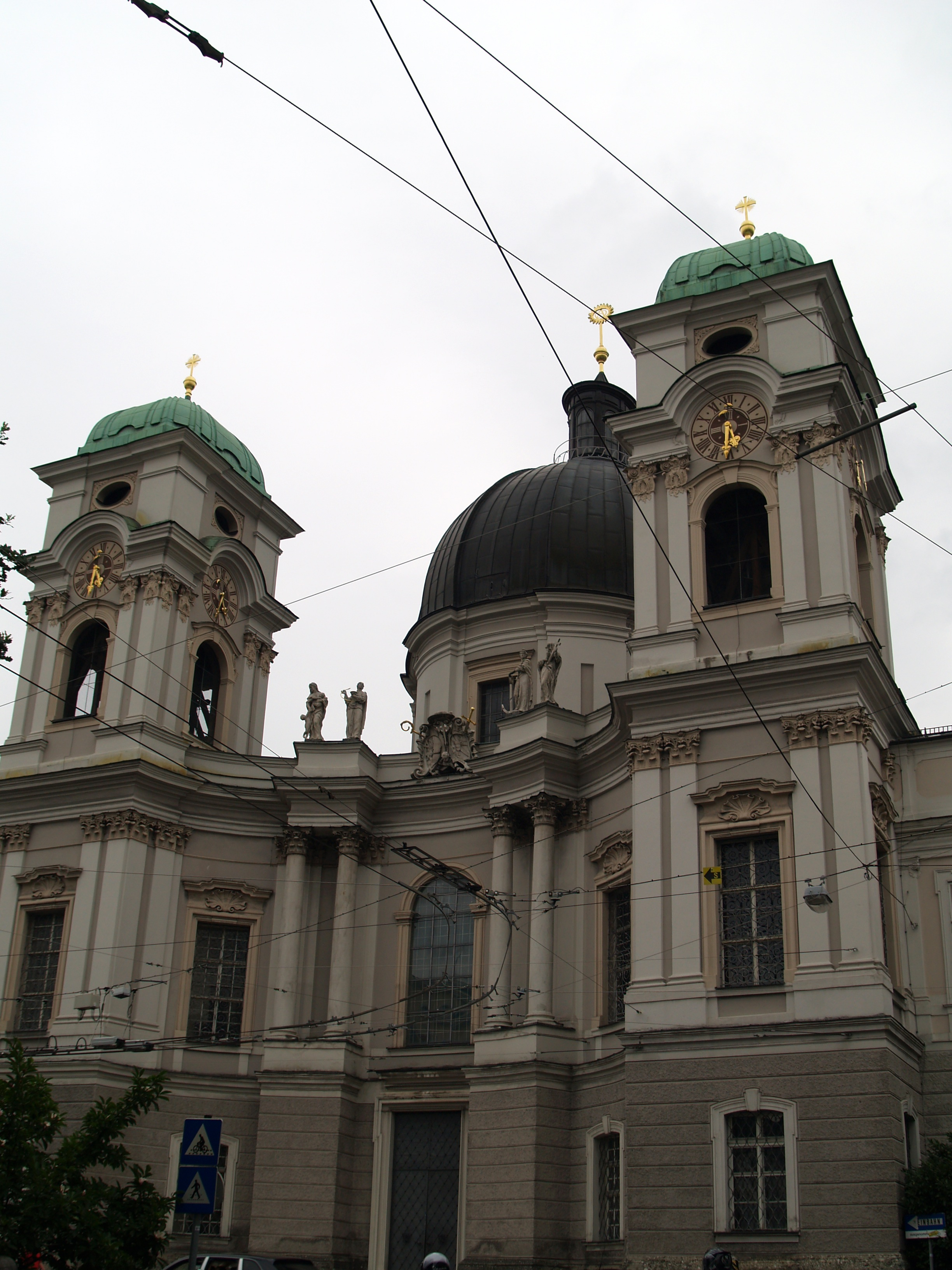
Dreifaltigkeitskirche

Die Dreifaltigkeitskirche ist der größte Kirchenbau aus fürsterzbischöflicher Zeit der inneren Rechtsstadt und befindet sich am oberen Ende des Makartplatzes. Die als Zentralbau gestaltete Kirche entstand 1694–1702 und ist das erste Bau von Johann Bernhard Fischer von Erlach in Salzburg. Als Vorbild dienten dabei römische Sakralbauten. Auffallend ist bei dieser Kirche bereits die dezente Verwendung der Schmuckelemente, die sich dem architektonischen Gesamtwerk unterordnen. Der Bau war nicht auf den Makartplatz gerichtet, sondern in eine damals schmale Seitenstraße zwischen der äußeren Bergstraße (heute Rainerstraße) und der Linzer Gasse. Das gegenüber der Kirche dort stehende fürsterzbischöfliche Leihhaus wurde erst 1907 abgerissen. Folglich schwingt der zentrale Kirchenbau in Schaffung eines kleinen leicht erhöhten Kirchenvorplatzes in der Straßenflucht nach innen. Die ursprünglich niedrigen Kirchtürme wurden für eine bessere Erkennbarkeit der Kirche hinter dem Leihhaus erst später erhöht (Glockengeschoße 1757, Turmhaubenaufsätze nach 1818), was aber Gesamtbild der Kirche nicht verbessern konnte. Der architektonische Mittelpunkt der weitläufigen Anlage mit den beiden großen Flügelbauten des Priesterseminars, die zusammen mit der zentralen Kirche eine einheitlich komponierte Fassade bilden, sollte vielmehr die mächtige zentrale Tambourkuppel der Kirche darstellen. Über dem äußeren Kirchportal stehen auf der Attika vor der Kuppel die Figuren der drei theologischen Tugenden und die Figur der Göttlichen Weisheit, die von Bernhard Michael Mandl geschaffen wurden. Das große Kuppelfresko im Inneren der Kirche gestaltete Johann Michael Rottmayr zwischen 1697 und 1700. Der Hochaltar ist nach Plänen von Fischer von Erlach gefertigt (1700 geschaffen, 1841 überarbeitet, 1947 in den ursprünglichen Zustand rückgeführt) und besitzt eine plastische Gruppe der Dreifaltigkeit mit zwei anbetenden Engeln.
Das angeschlossene Priesterhaus ist um zwei symmetrische Höfe herum angeordnet. Im nördlichen Innenhof ist der von Josef Anton Pfaffinger geschaffene mittige Brunnen mit dem Heiligen Petrus (1741) erwähnenswert. Der mittige Brunnen im südlichen Kolleghof stammt von 1857.

### Imbergkirche „der beiden heiligen Johannes auf dem Berge“
Die beiden heiligen Kirchenpatrone Johannes galten nach dem frühmittelalterlichen Investiturstreit als beliebte Symbole des beschaulichen und des tätigen christlichen Lebenswandels also des Einsiedlers und des christlichen Streiters.
Die kleine Kirche unterhalb des Kapuzinerklosters ist ein kleiner und außen schlichter Bau. Er ist im Kern romanisch und erstmals 1319 erwähnt. Von 1594 bis 1599 war die Kirche als Klosterkirche der Kapuziner genutzt. 1681 wurde die Kirche unter Erzbischof Max Gandolf von Kuenburg barockisiert, durch Kapellen erweitert und bekam einen Zwiebelturm. Die Kirche war einst auch als Wallfahrtskirche und als Bruderschaftskirche von Bedeutung.
Die in den letzten 15 Jahren vorgenommenen umfangreichen Restaurierungen der Kirche haben zu einer Wiederentdeckung der innen schmucken Kirche geführt. Diese Renovierungen sind vor allem dem Prälaten Dr. Johannes Neuhardt zu verdanken.

### Evangelische Christuskirche

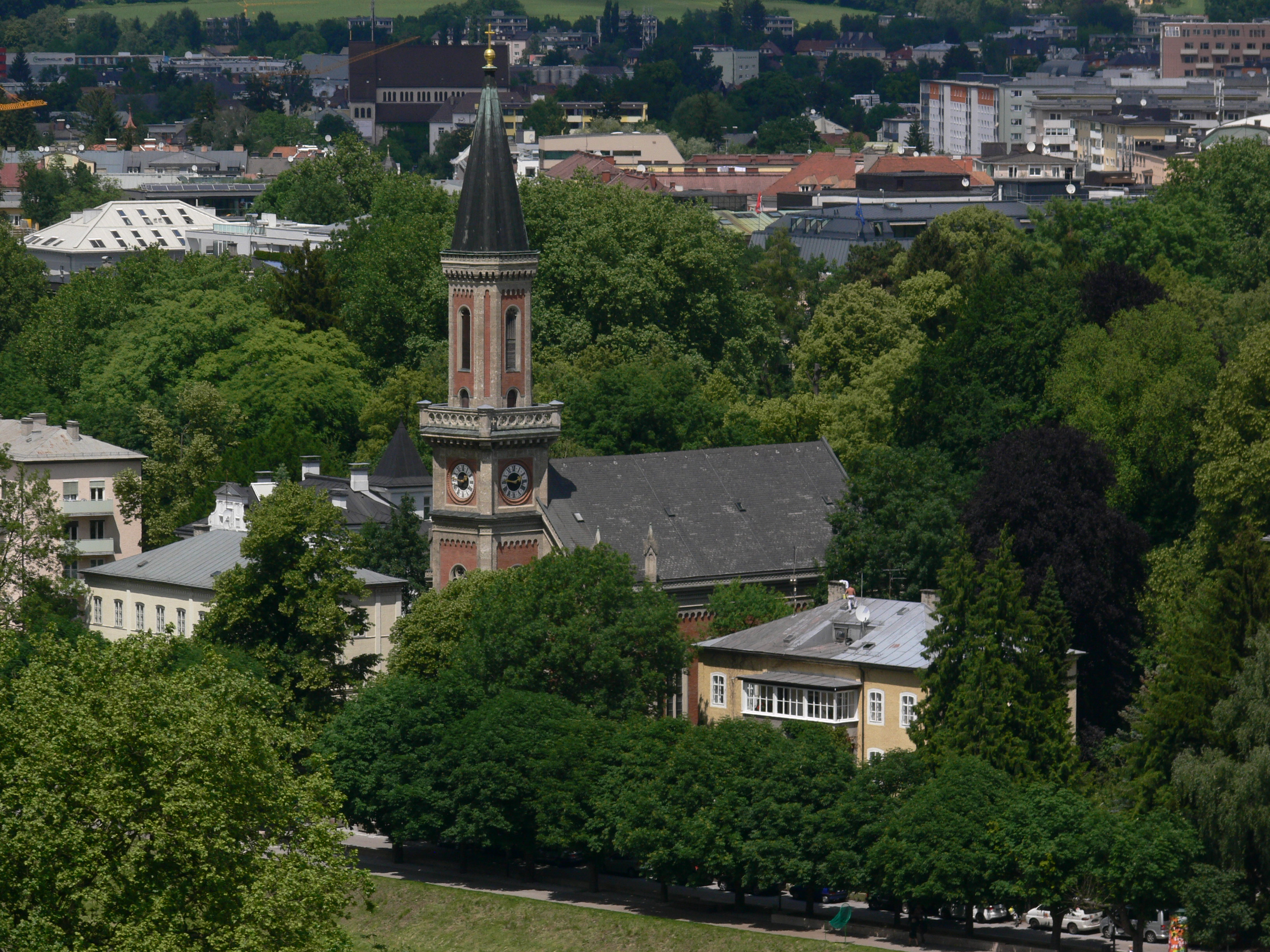
Evangelische Christuskirche

Diese evangelische Kirche wurde 1863–1867 von Jakob Götz errichtet, dem gleichen Architekten der (dort gemeinsam mit Laschenky) die katholische Kirche von Leopoldskron-Moos gestaltete. Diese zwei Kirchen verschiedener Konfession ähneln sich folgerichtig sehr. 370 Gefangene des österreichisch-preußischen Krieges mussten beim Kirchbau mitarbeiten. 1867 konnte die erste evangelische Kirche im Bundesland Salzburg feierlich eingeweiht werden. Der Kirchenbau am Elisabeth-Kai ist ein historisierender Backsteinbau mit vorgesetztem Fassadenturm über dem Haupteingang und mit Rundbogenfenstern sowie einem Eingangsportal im Stil der Romanik. Das Langhaus besitzt einen offenen geschwungen-hölzernen Dachstuhl mit schmuckvollen Kassettenelementen und darunter einer an drei Kirchenseiten umlaufenden hölzernen Empore. Die Glasfenster der Apsis sind von Albert Birkle gestaltet. Zu den Glocken „Glaube“, „Liebe“ und „Hoffnung“ gesellt sich nach 1945 eine „Flüchtlingsglocke“.

## Sehenswerte historische Profanbauten

### Das Schloss Mirabell

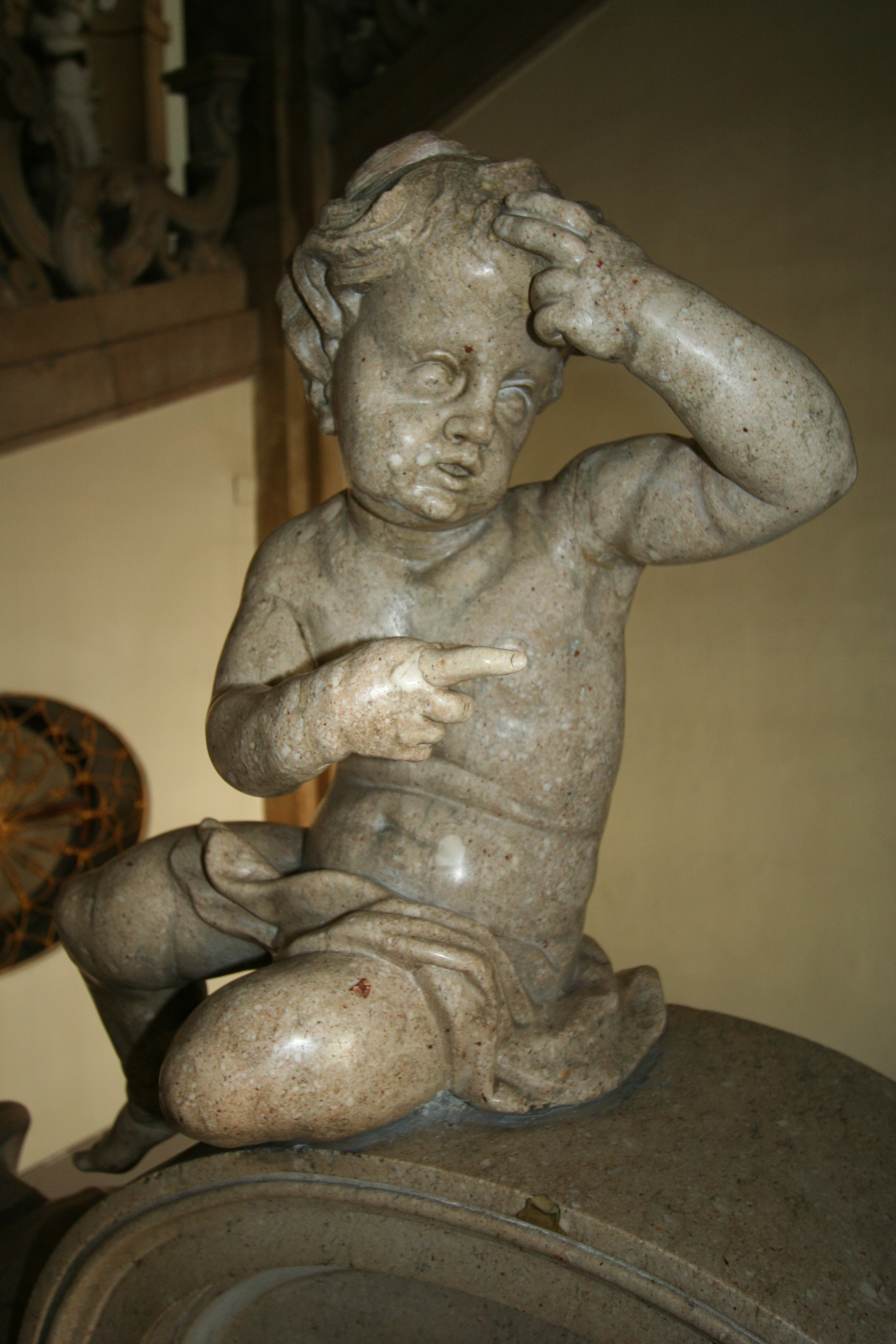
Engel beim Aufgang zum Trauungssaal, beliebtes Fotomotiv mit dem Brautpaar

Das Schloss Mirabell im Zentrum Salzburgs wurde 1606 von Erzbischof Wolf Dietrich von Raitenau als Landsitz für die Geliebte oder heimliche Ehefrau des Erzbischofs, Salome Alt errichtet und als Schloss Altenau bezeichnet. Markus Sittikus gab dem Schloss seinen heutigen Namen. 1818 durch ein Feuer stark beschädigt, wurde das Schloss danach nicht in seiner alten feingliedrigen Form aufgebaut, sondern im nüchternen klassizistischen Stil, der mächtige Turm in der Mitte der Ostfassade wurde abgetragen. Seit 1947 sind hier die Amtssitze des Bürgermeisters und seiner Stellvertreter und einige Magistratsabteilungen untergebracht. Sehenswert sind die Georg Raphael Donner Stiege, der Marmorsaal, und die Schlosskapelle.
Zur historischen Gartenanlage des Schlosses gehören (neben Teilen, die heute verbaut sind – etwa durch die Universität Mozarteum) das große Gartenparterre, das Heckentheater, die Wasserbastei und der ursprüngliche Zwergerlgarten.

### Lodronscher Primogeniturpalast (Altes Borromäum)
Das monumentale Gebäude gegenüber dem Priesterhaus wurde ursprünglich als Palast der Lodronschen Primogenitur 1631 für die Familie des Fürsterzbischofs erbaut. Im 19. Jahrhundert wurde hier die Borromäuskirche erbaut und das Borromäum in dem ehemaligen Palast untergebracht, eine katholische Privatschule, die zuerst vor allem für Priesterkandidaten diente und später allgemeines Gymnasium wurde. Diese Bildungsanstalt hat heute in Parsch eine neue Heimat gefunden. 1971/72 wurden das ehemalige Palastgebäude und die Borromäuskirche abgetragen, um der Hochschule Platz zu machen. Nur die Außenwände des Palastes blieben dabei erhalten. Die zwei Portale tragen jeweils ein Wappen Paris Lodrons. 
Im Faistauersaal der Universität befindet sich heute ein sehenswertes Fresko von Anton Faistauer mit der Darstellung der Heimkehr Dianas von der Jagd, ein Fresko, das aus dem abgetragenen Lederer-Schlössl in Wien stammt und hierher übertragen wurde.
Im Oktober 1998 gab es die Schließung des Gebäudes (Verdacht auf erhöhte Schadstoffbelastung – diese sind nicht nachweisbar – Gebäude war sehr dicht verbaut – sick building syndrom), 2002 einen Wettbewerb (nur mehr „Musik“ im Gebäude untergebracht), wobei Architekt Robert Rechnenauer (München) als Sieger des Wettbewerbes hervorging. Vom Juni 2004 bis August 2006 erfolgte der Umbau und am 10. Dezember 2006 die Eröffnung als Neues Mozarteum.

### Reste alter Wehranlagen
siehe auch Beitrag Befestigungen der Stadt Salzburg
Der Großteil der historischen Wehranlagen der Stadt sind nicht erhalten. Der alte Ring von Basteien mit dem Bollwerk Vital, dem Bollwerk St. Virgil (heute Kurgarten), dem Bollwerk St. Heinrich und als Halbbastei dem Bollwerk St. Sebastian wurde geschleift und nur im Straßenring zwischen Franz-Josefstraße und der Auerspergstraße noch zu erahnen.
Aus der Zeit der 1. Befestigung der Stadt (um 1280) stammen:
- Ein Stadtmauernrest in einem Hof der Lederergasse (Lederergasse 1 und 3)
- der gut erhaltene Wehrmauerteil westlich der Franziskuspforte mit erhaltenen Zinnen (Linzer Gasse 14)

Aus der Zeit der 2. Stadtbefestigung (etwa 1470–1490) stammen:
- Reste der Wehrmauer (Stadtmauer) in der Paris-Lodronstraße als straßenseitige Begrenzungsmauer beim Loretokloster

Aus der Zeit der 3. Stadtbefestigung (1621–1646, Zeit des Dreißigjährigen Krieges) stammen:
- Wehrmauernzug auf dem Kapuzinerberg mit der großteils erhaltenen 2 km langen Wehrmauer (kleine Teile davon gehen auf die Zeit der 2. Befestigung zurück)
- Die Felixpforte auf dem Kapuzinerberg
- Das Franziskischlössl auf dem Kapuzinerberg
- Das Innere Steintor

- Die Wasserbastei im Mirabellgarten und die das Heckentheater westlich begrenzende Wehrmauer, die sich – in der Basis ebenfalls stark eingeschüttet – hinter dem Mozarteum (Stiftungsgebäude und Großer Saal) fortsetzt.

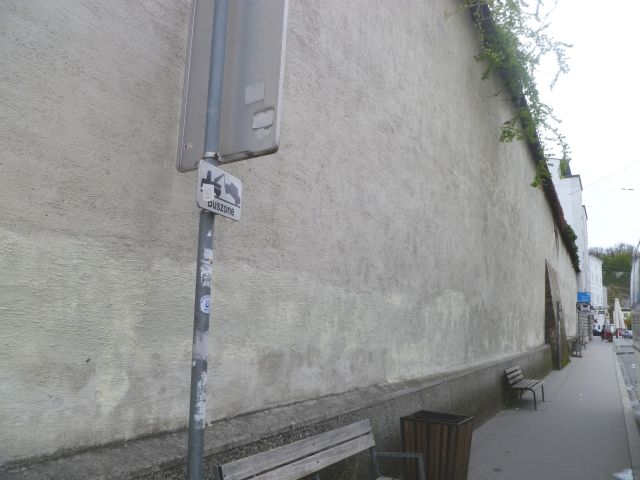
Stadtmauer in der Paris-Lodron-Straße
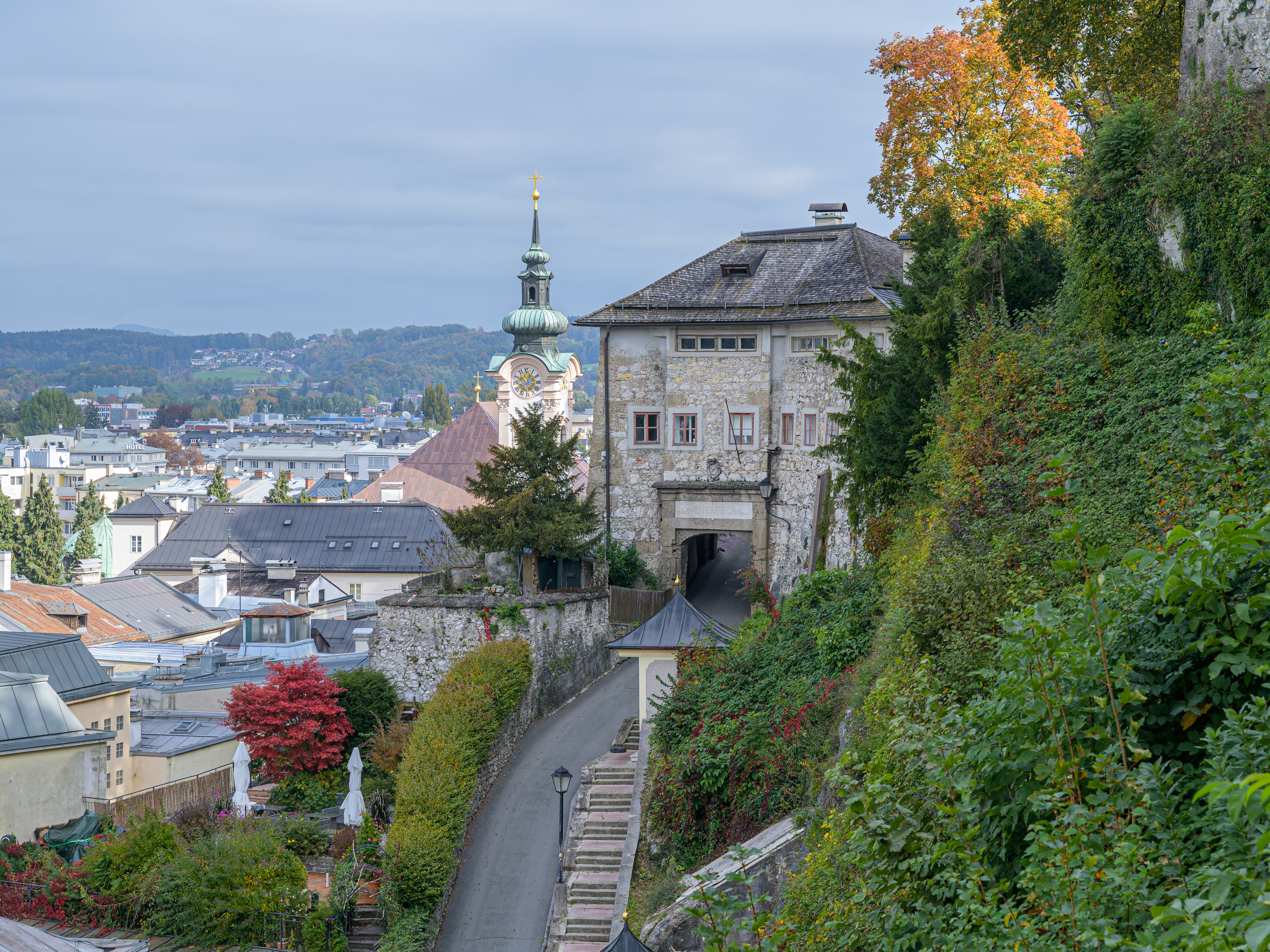
Felixpforte mit dem Turm der Sebastianskirche
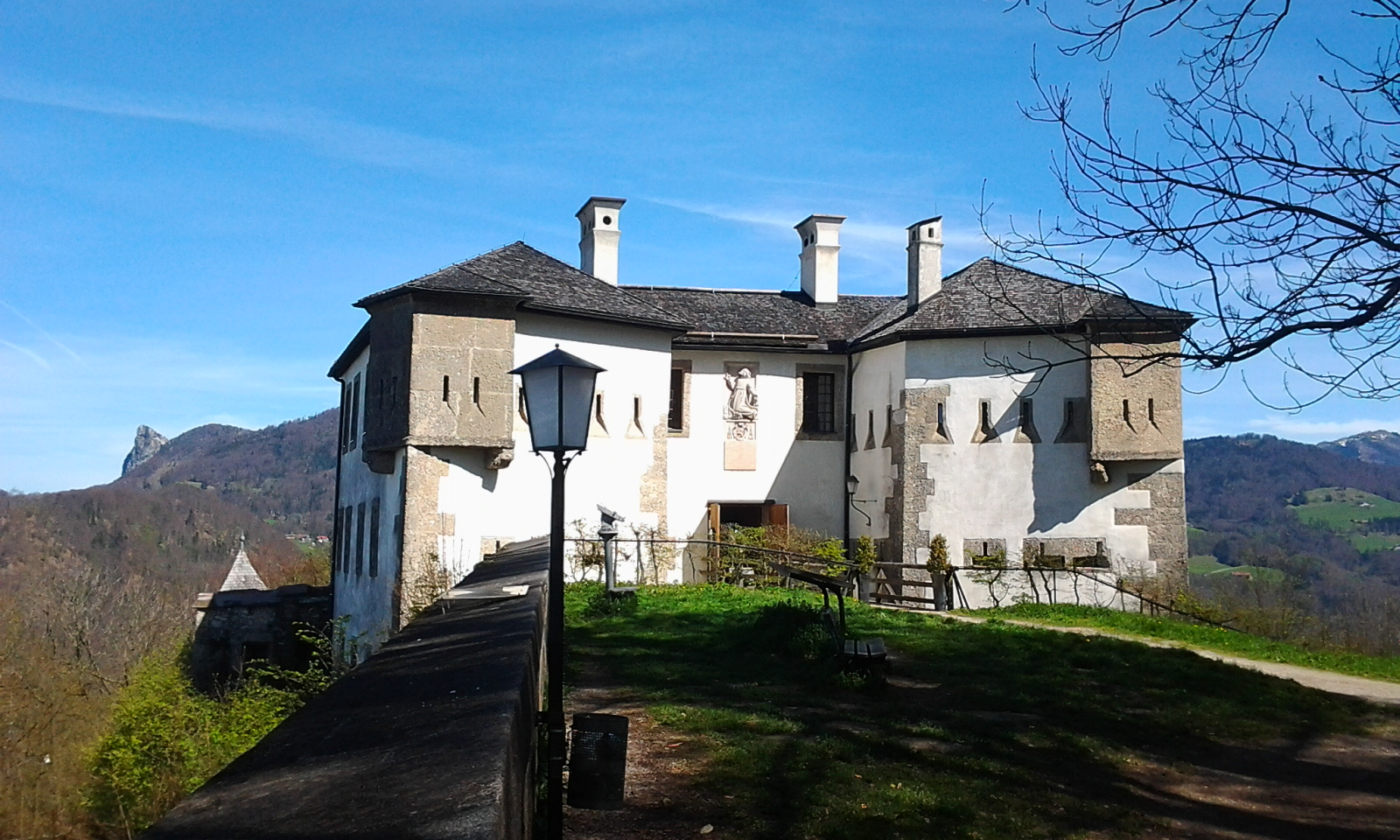
Franziskischlössl auf dem Kapuzinerberg
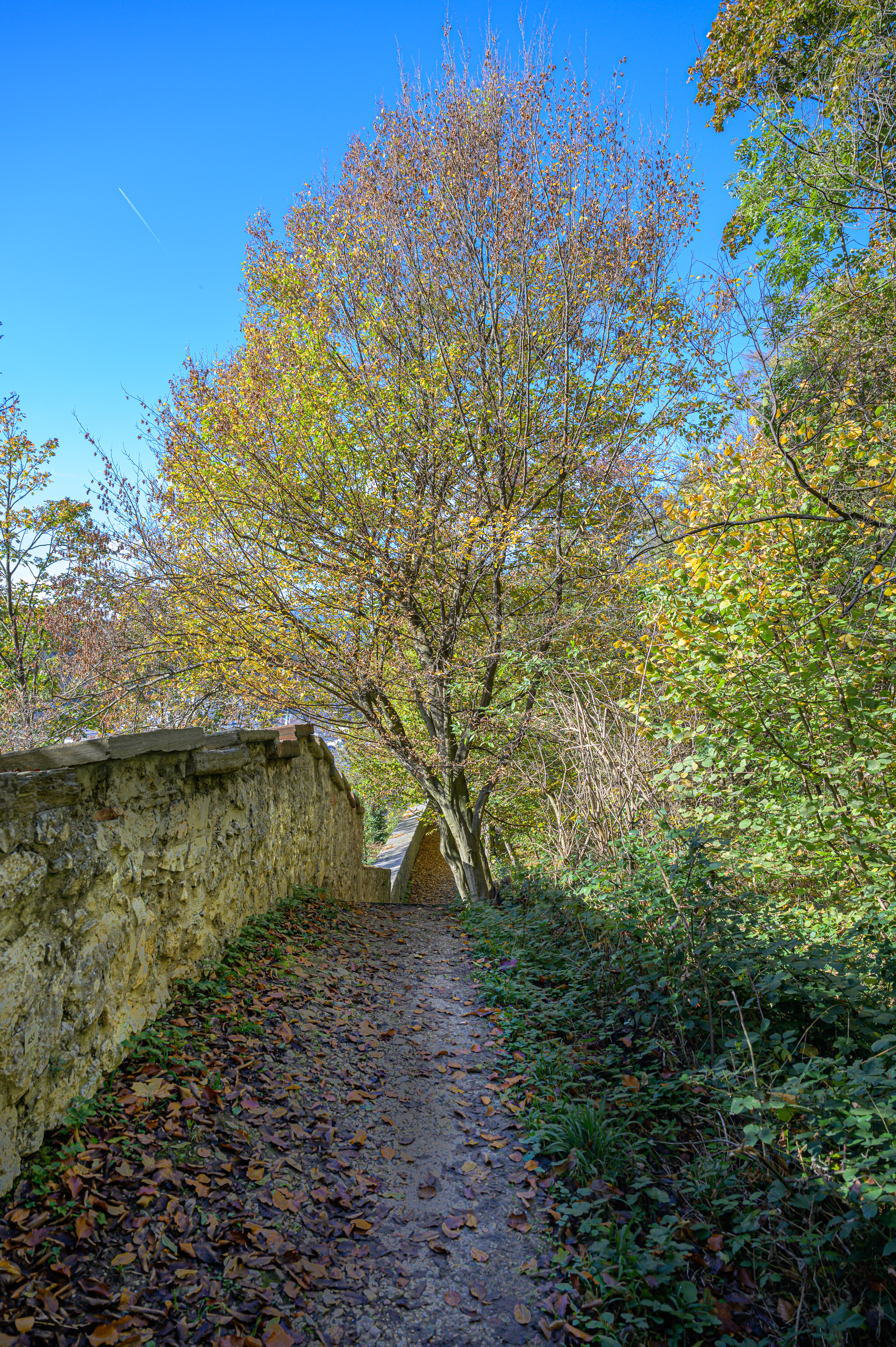
Basteiweg am Kapuzinerberg
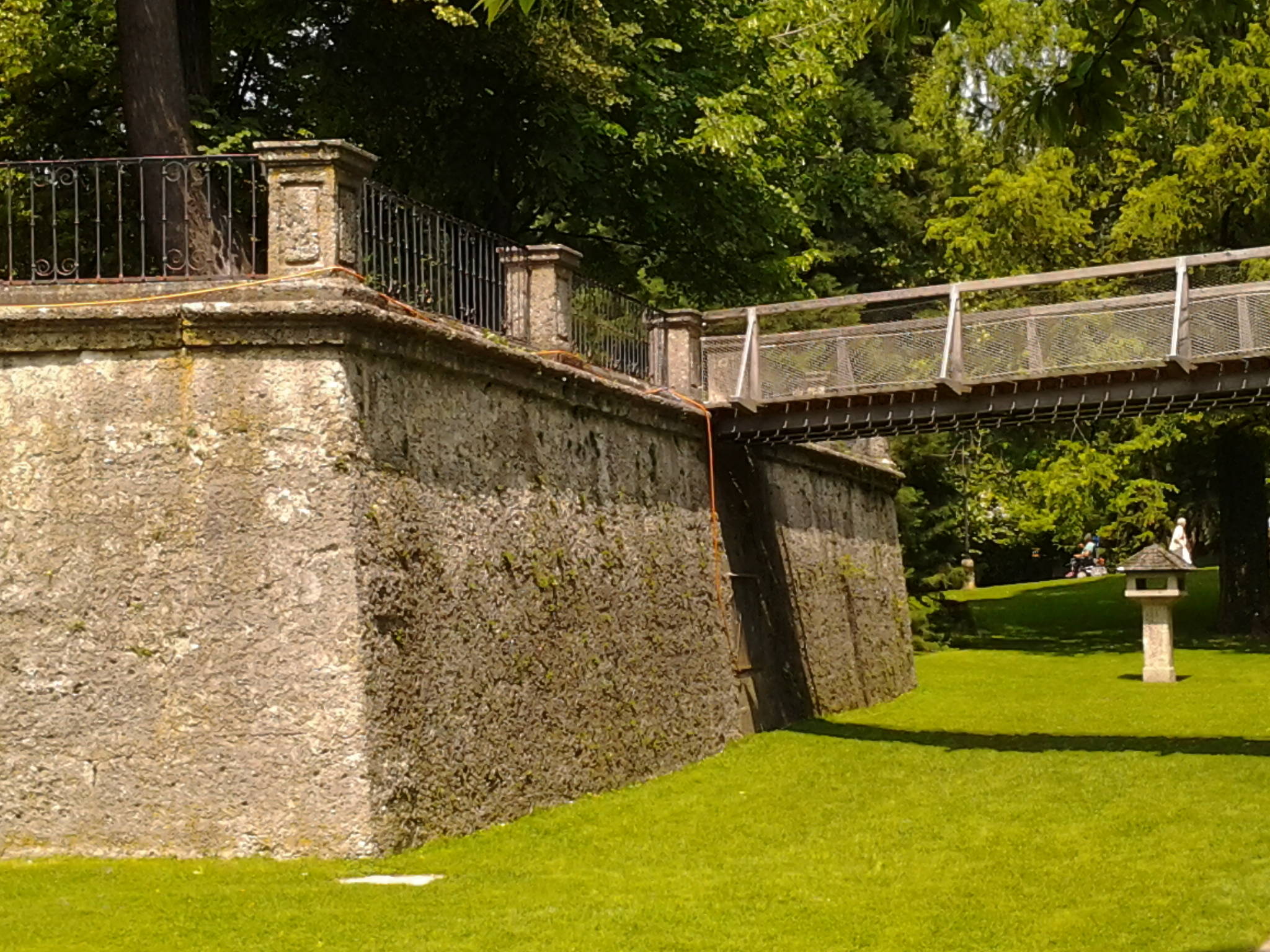
Wasserbastei im Mirabellgarten

## Bemerkenswerte historische Gassen und Plätze

### Linzer Gasse
Die Linzer Gasse war in fürsterzbischöflicher Zeit die alte Hauptstraße der rechtsufrigen Stadt Salzburg und Ausfallstraße nach Osten gegen (Nieder-)Gnigl, wo sich der historische Fahrweg gabelt und einerseits nach Graz (Grazer Reichsstraße, Teil der „Eisenstraße“) und anderseits nach Linz bzw. Österreich (Linzer Reichsstraße) führte. Erste Funde in dieser Straße stammen bereits aus der Römerzeit. Sie besitzt heute einen geschlossenen Bestand mittelalterlicher Häuser und von Häusern des 16. Jahrhunderts, die im Süden vielfach direkt an den Fels des Kapuzinerberges anschließen. Das dortige Sebastians-Bruderhaus wurde 1496 gestiftet und vermutlich 1532 errichtet. Nach schweren Bombenschäden wurde es 1951 wiederaufgebaut. Der Bruderhof war neben dem Bürgerspital und später dem Johanns-Spital die wichtigste soziale Stiftung der Stadt, die der Armenfürsorge und der Krankenpflege diente. Ab dem späteren 19. Jahrhundert diente sie als Sitz der Freiwilligen Feuerwehr und deren Rettungsabteilung und danach der Berufsfeuerwehr.

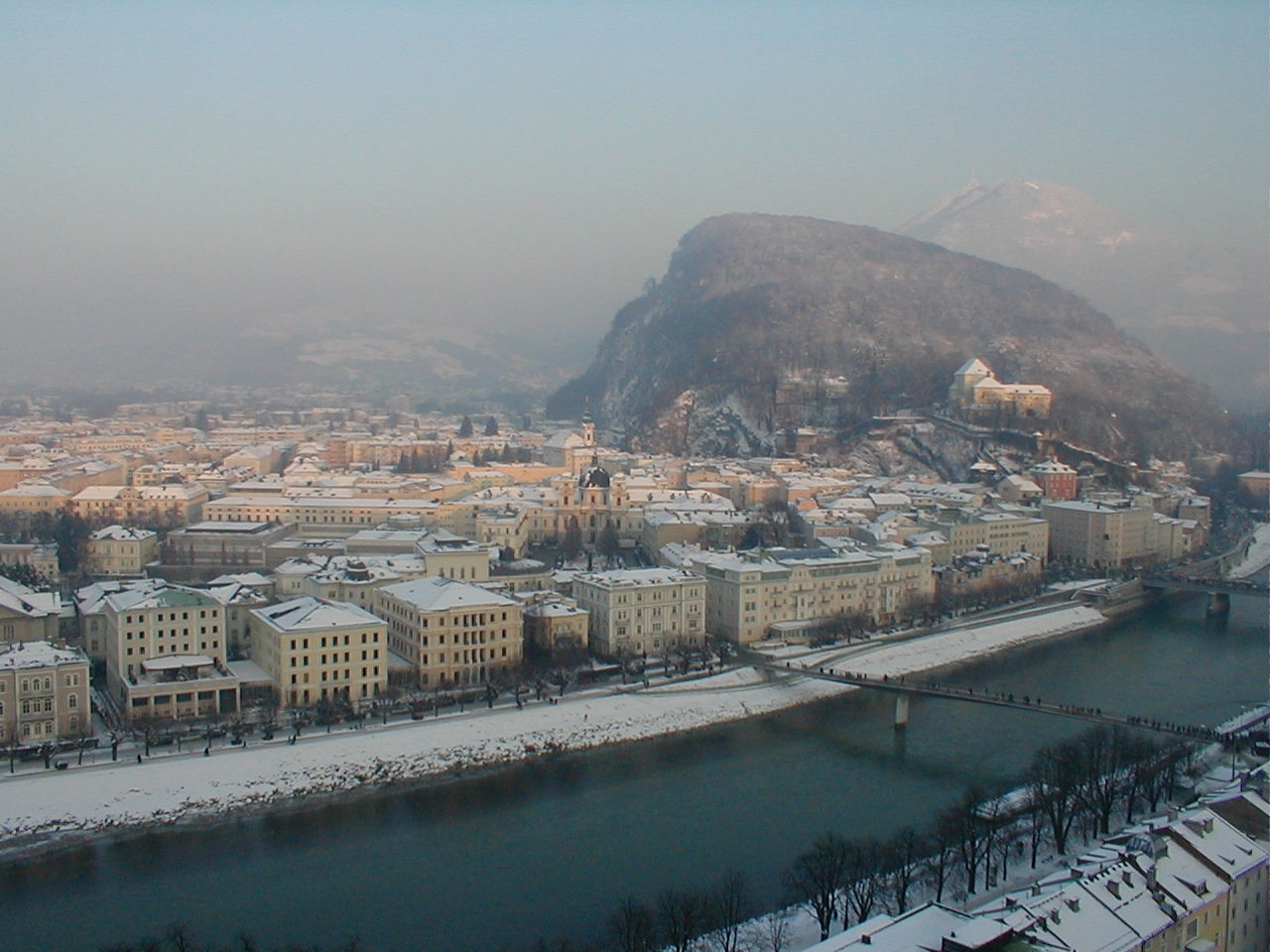
Die Rechte Altstadt und die Neustadt im Winter. Im Hintergrund Kapuzinerberg mit Kloster

Daneben stand einst das Baderhaus, das im Kern aus dem 16. Jahrhundert stammt. In dem Haus wirkte auch Paracelsus. Auf der anderen Seite des Bruderhauses arbeitete im 19. Jahrhundert bis 1919 die Glockengießerei Oberascher, die zuvor seit 1724 nächstgelegen in der Glockengasse ihre Betriebsstätte besaß.
Vor dem Linzertor (früher Ostertor), dem Stadttor am östlichen Ende der Linzer Gasse, stand bis 1599 der Galgen, weshalb das Stadttor auch Galgentor hieß.

### Steingasse
Die Steingasse ist ein sehr alter Fahrweg und war schon Teil der alten Römerstraße. Bis ins 19. Jahrhundert war diese Steingasse eine schlecht gewartete Vorstadtstraße. Es wohnten vor allem ärmere Leute in dieser Gasse. Vor allem arbeiteten hier salzachseitig bis Mitte des 18. Jahrhunderts die Weißgerber. Außerhalb des Steintores in der Frischluftschneise der Salzach durften sie ihr geruchsintensives Handwerk betreiben.
Die Steingasse gliedert sich in zwei Teile: Der Innere Stein war der Straßenabschnitt samt dem dortigen Siedlungsraum zwischen den beiden Steintoren. Außerhalb des Äußeren Steintores schloss entlang der Hangkante des Kapuzinerberges der Äußere Stein an.
Bekannt ist hier auch das alte Engelwirtshaus, das „enthalb der Bruggen“ gelegen ist und heute „Das Kino“ beherbergt. Seit zumindest dem frühen 14. Jahrhundert befand sich die Stadtbrücke an dieser Stelle, bis Erzbischof Wolf Dietrich von Raitenau die Stadtbrücke 1598 an den heutigen Standort verlegte.

### Platzl

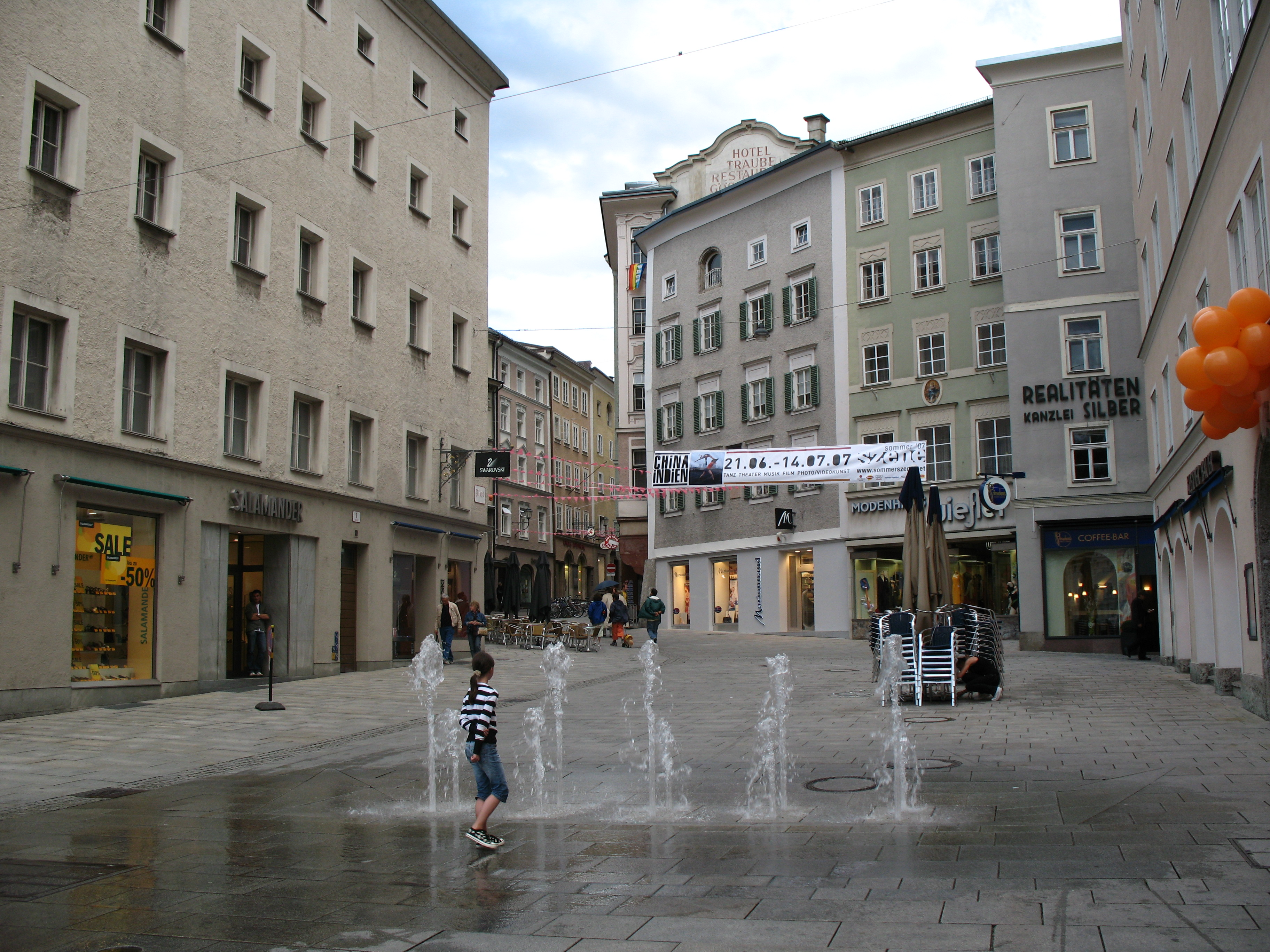
Das Platzl

Seit 1598 bildet das Platzl rechtsufrig den Brückenkopf über die Salzach. Dabei ließ Erzbischof Wolf Dietrich einige Häuser abreißen, um dem neuen Platz an der Brücke ein repräsentatives Aussehen zu geben. Aber schon vorher befand sich hier der „Markt jenseits der Brücke“ für die Bewohner der Rechtsstadt. Noch bis 1862 war hier der kleine Grünmarkt. Im Jahr 1908 wurde das alte „Zellereck“ am Platzl abgerissen um den Verkehrsfluss von der Dreifaltigkeitsgasse bzw. der Linzer Gasse zum Platzl zu verbessern.
Im Haus Platzl Nummer 3 hat Paracelsus sein letztes Lebensjahr verbracht (1540/41).

## Historische Friedhöfe und Gärten

### Mirabellgarten
Die barocke Gartenanlage wurde von Johann Bernhard Fischer von Erlach angelegt und um 1730 von Anton Danreiter verändert. Auch die Marmorbalustrade mit ihren Vasen wurde von Fischer von Erlach entworfen. Die auf den Balustraden stehenden antiken Statuen sind 1689 geschaffen worden. Um das zentrale Springbrunnenbecken sind vier Figurengruppen angeordnet, „Raub der Proserpina“, „Raub der Helena“, „Aeneas und Anchises“ sowie „Anthaeus“. Die beiden borghesischen Fechterpaare am stadtseitigen Eingang sind historische Kopien.
Das geflügelte Pferd Pegasus im gleichnamigen Brunnen war ursprünglich Teil der Kapitelschwemme, übersiedelte dann auf den Mirabellplatz zur Mirabellschwemme und kam 1913 an den heutigen Standort. Die paarweise auftretenden Löwen und die Einhörner stammen wohl aus dem Schlossgarten Klessheim. Die Orangerie mit dem angrenzenden Palmenhaus entstand um 1725. Das kleine langgestreckte Heckentheater mit seinen von geschnittenem Gehölz eingefassten symmetrischen Wegen und seinen zentralen Freiflächen wurde zwischen 1704 und 1718 auf der Lodronsche Wehrmauer errichtet wird auch heute noch gelegentlich für kleine Theateraufführungen oder für Konzerte verwendet. Die Wasserbastei ist eine kleine Vorbastei und der letzte Rest des einst mächtigen Lodronschen Basteigürtels. Die Basis dieser erhaltenen Wehranlage ist nach 1860 stark eingeschüttet worden. Hier sind derzeit provisorisch die bekannten Marmorzwerge aufgestellt. Der historische Zwergelgarten vor der Wasserbastei wurde im frühen 19. Jahrhundert zerstört und kann anhand alter Pläne in seiner barocken Ursprünglichkeit wiederhergestellt werden. Hier können auf Podesten wieder ein Großteil der ursprünglich 28 bekannten grotesken Marmorzwerge aufgestellt werden, die um 1695 entstanden sind, 1811 aber verkauft worden waren.

### Sebastiansfriedhof

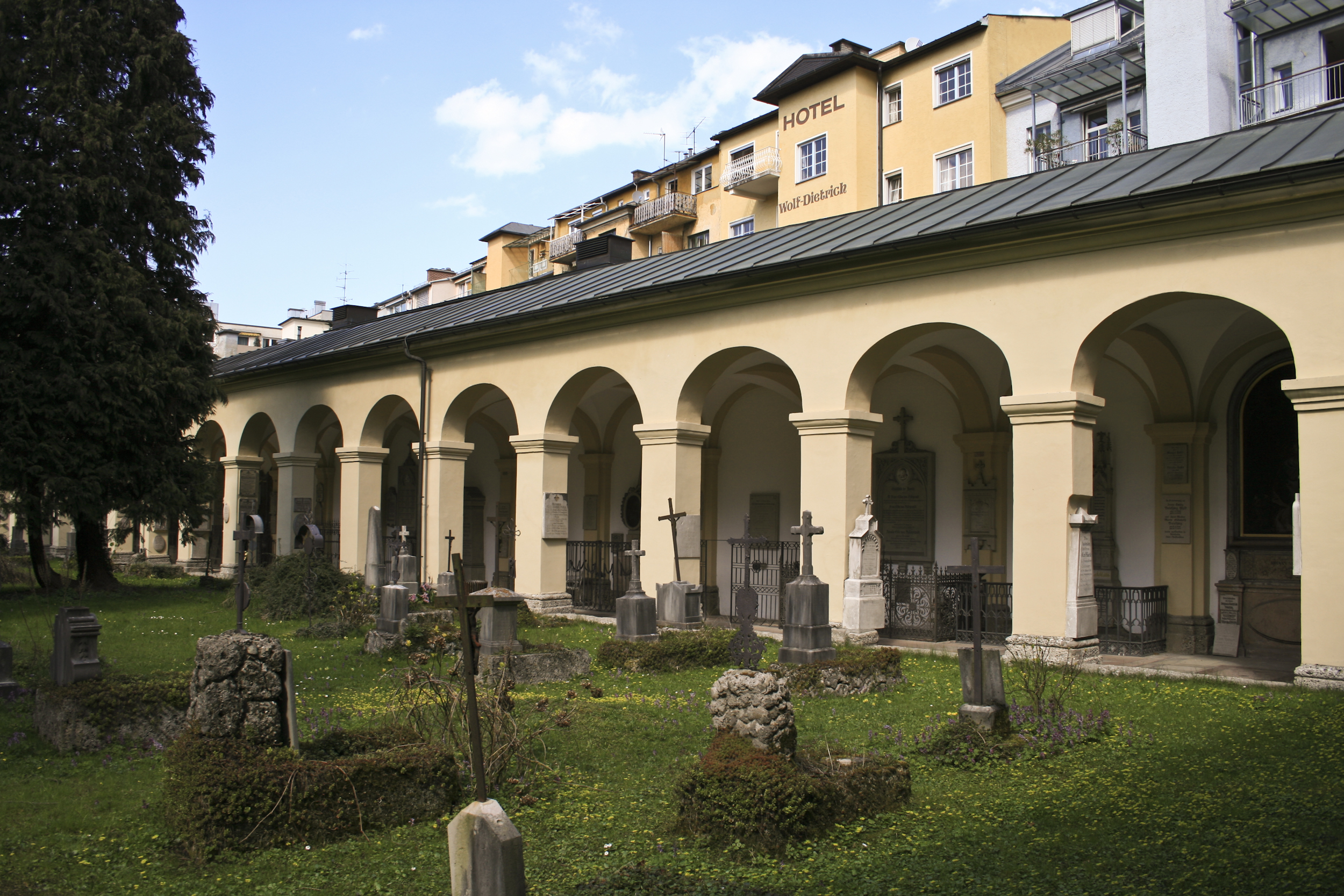
Der Sebastiansfriedhof

Der Sebastiansfriedhof ist nach dem Vorbild italienischer Campi Santi nächst der Kirche St. Sebastian errichtet. Er wurde von Erzbischof Wolf Dietrich von Raitenau bei dem italienischen Baumeister Andrea Berteleto in Auftrag gegeben und 1600–1605 erbaut. Zuvor stand hier der kleine Friedhof neben dem Bruderhof und der gotischen Sebastianskirche und noch früher wohl ein Pestfriedhof.
Der Baumeister des Friedhofs verstarb 1602 und wurde als erster auf dem Gottesacker beerdigt. Das schon zu Lebzeiten des Erzbischofs für ihn bestimmte Wolf-Dietrich-Mausoleum wurde 1597–1603 mittig im Friedhof erbaut und ist dem Hl. Gabriel geweiht. Hier wurde der 1617 nach langer Festungshaft verstorbene Erzbischof in einem Sarkophag beigesetzt. Die Kapelle ist von Elias Calello erbaut. Die Innenwand des Rundbaus ist durch bunte quadratische Kacheln, die Kuppel durch rhombische Kacheln verkleidet. Ein hoher Triumphbogen zeigt das Wappen Wolf Dietrichs. Auch der Altar trägt das Wappen des Erzbischofs. Die seitlichen Statuen stammen vermutlich von Josef Anton Pfaffinger.
In diesem Friedhof liegen auch der Vater und die Ehefrau von Wolfgang Amadeus Mozart, Genoveva Weber (Mutter Carl Maria von Webers), sowie Theophrast von Hohenheim, besser bekannt als Paracelsus begraben.

## Alte Klöster

### Loretokloster der Kapuzinerinnen
Ein im Ausland sehr bekanntes Wallfahrtskloster ist das Loretokloster an der Paris-Lodron-Straße. Als der Schwedenkönig im Dreißigjährigen Krieg 1632 in Bayern einfiel und München besetzte, flohen die Nonnen des Frauenklosters zu Landshut, die dem dritten Orden des Heiligen Franziskus angehören, nach Salzburg und baten hier um Schutz und Hilfe. 1637 konnte mit maßgeblicher Unterstützung des Erzbischofs das neue Kloster eingeweiht werden. 1800 war das Kloster in der Zeit der Franzosenbesatzung demonstrativ Soldatenunterkunft und Magazin. Mehrfach in der Geschichte war das Kloster von der Schließung bedroht. Im Zweiten Weltkrieg durch Bomben schwer beschädigt, wurde das Kloster schon 1946 wieder aufgebaut.
Eine besondere Anziehung übt hier das um 1620 geschaffene „Loretokindl“ aus, eine kleine geschnitzte Elfenbeinfigur in kostbarem edelsteinbesetztem Gewand, die um 1650 ins Kloster kam. Krone, Szepter und Kreuz wurden aus dem Schmuck adeliger Spender gefertigt. Seit 1731 besitzt das Kloster einen eigenen Altar für das Gnadenbild, wo es zu bestimmten Festzeiten ausgesetzt wird. Dieses Gotteshaus ist vielen Frommen eine besondere Stätte der Andacht und Zuflucht. So wird verständlich, dass gerade diese Kirche zu allen Tageszeiten häufig besucht wird.

### Kapuzinerkloster

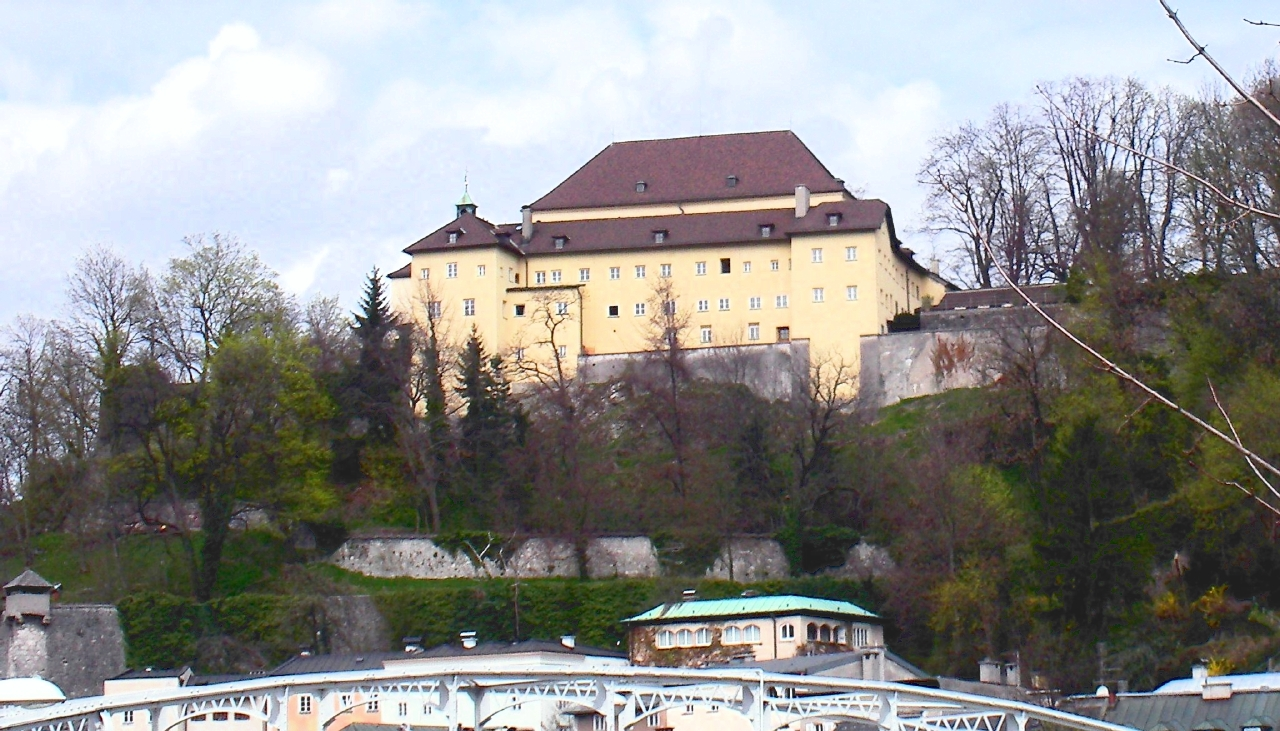
Ansicht vom Rudolfskai

Wolf Dietrich holte als Antwort auf die Reformation Luthers als zweiten Bettelorden nach den Franziskanern 1596 die Kapuziner nach Salzburg. Die Klosterkirche am Kapuzinerberg wurde 1602 zu Ehren der Heiligen Franz von Assisi und Johannes Bonaventura geweiht. 1620 erfolgte eine erste Vergrößerung des Klosters, 1690 musste es nochmals erweitert werden. Die Ordensleute blieben im Lauf der Jahrhunderte gegenüber dem Landesherren und Bischof stets unabhängig, sie waren einzig dem Papst untergeben. Neben der Bereitstellung der Kost sorgte trotzdem der Erzbischof für das Wohl der Klosterbrüder.
Fürsterzbischof Hieronymus von Colloredo war kein Freund der Bettelorden. Er teilte die Kapuzinerordenprovinz Tirol-Salzburg und verwies die Tiroler Ordensbrüder. 1810/11 wurde das Kloster von den Franzosen beschlagnahmt, der Klostergarten wurde als Pferdeweide verwendet. 1813 hielten die Bayern das Kloster besetzt. 1939 wurde in der Zeit des Nationalsozialismus das Kloster samt Kirche enteignet. Es sollte abgerissen werden, um Platz für das geplante gigantische Gauforum zu schaffen. Nach der Rückkehr der Ordensbrüder im Jahr 1945 war die Kirche lange von Flüchtlingen mitbewohnt. Die letzte umfangreiche Renovierung des Klosters erfolgte 1980–1983. Damals wurden auch die alte Engelsbrunnenzisterne und alte Rundbogenportale entdeckt und als Schmuckstücke des Klosters restauriert. Heute ist das Kloster als Noviziat eine wichtige Ausbildungsstätte der Kapuziner für den gesamten deutschsprachigen Raum.

## Rechte Altstadt heute
Die Neustadt samt dem alten Siedlungskern um Linzer Gasse und Steingasse ist heute auch als Wirtschaftsstandort wichtig. Viele Geschäfte des Einzelhandels haben vor allem in der Linzer Gasse ihre Niederlassung.

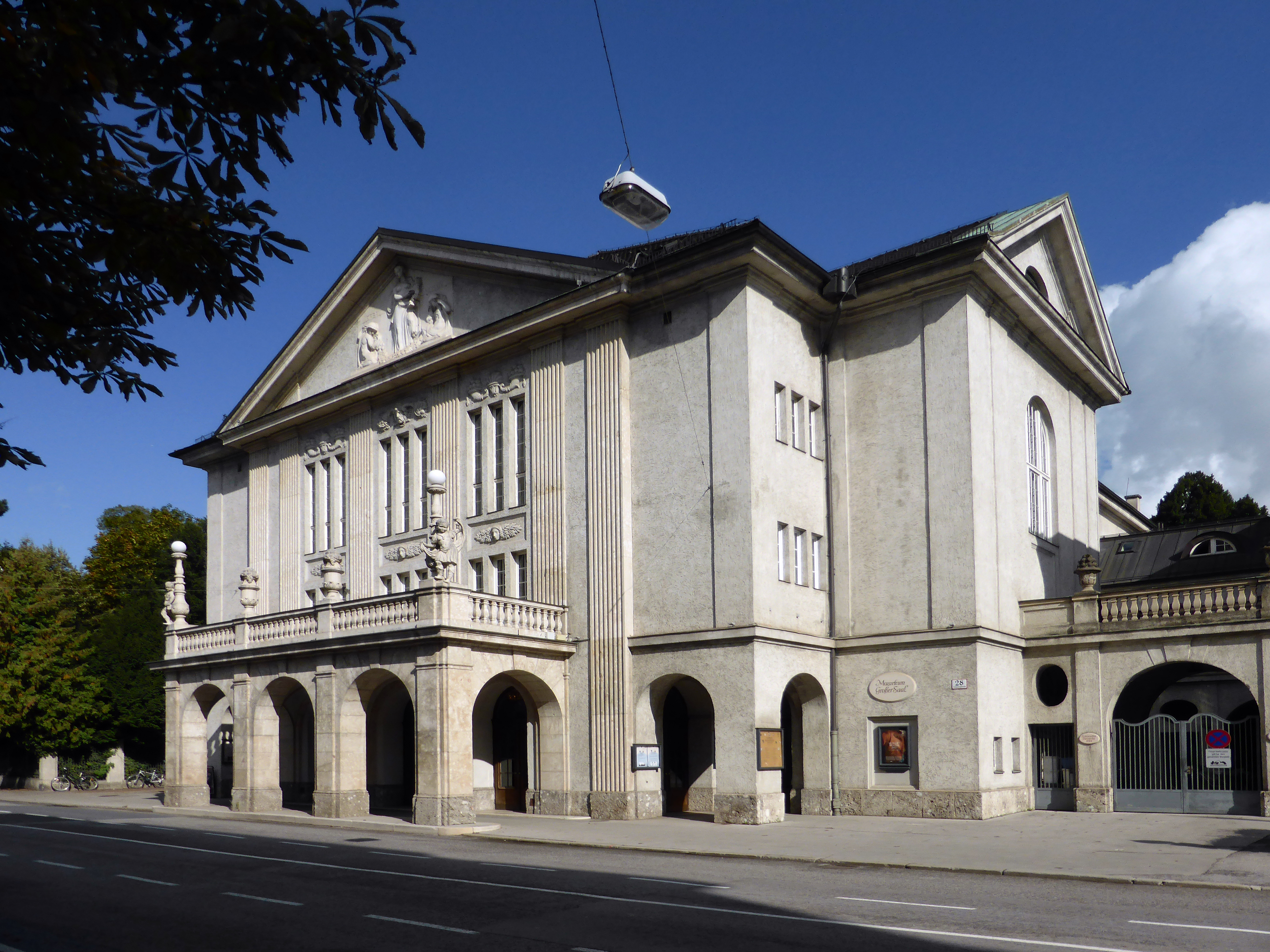
Der Große Saal der Stiftung Mozarteum

In diesem Stadtteil befindet sich an der Schwarzstraße das 1914 vom Münchner Architekten Richard Berndl geschaffene Gebäude des Alten Mozarteums, in dem die Internationale Stiftung Mozarteum ihren Sitz hat. In diesem Gebäude befindet sich auch der Wiener Saal, der als kleiner Konzertsaal dient.
Unmittelbar daneben liegt das vom gleichen Architekten geplante Gebäude für den Großen Saal des Mozarteums. Diese Gebäude blicken mit ihrer Rückseite in den Mirabellgarten. An der gegenüberliegenden Seite dieses Gartens liegt das Gebäude der Universität für Musik und darstellenden Kunst Mozarteum, welche seit 2007 nach mehreren Jahren des Umbaus an ihren früheren Ort zurückgekehrt ist. Das Gebäude wurde unter Berücksichtigung des historischen Erbes völlig neu gestaltet.